# حلقه قفل فاز با پمپ بار
حلقه قفل فاز با پمپ‌بار (به انگلیسی: Charge-pump phase-locked loop) (سی‌پی-پی‌ال‌ال) اصلاحی از حلقه‌های قفل فاز با آشکارسازهای فرکانس-فاز و سیگنال‌های شکل‌موج مربعی است. یک سی‌پی-پی‌ال‌ال امکان قفل سریع فاز سیگنال ورودی را فراهم می‌کند و خطای فاز حالت ماندگار پایین را به دست می‌آورد.

## آشکارساز فرکانس-فاز (پی‌اف‌دی)
آشکارساز فرکانس-فاز (پی‌اف‌دی) توسط لبه‌های انتهایی سیگنال‌های مرجع (Ref) و کنترل شده (وی‌سی‌او) فعال می‌شود. سیگنال خروجی پی‌اف‌دی {\displaystyle i(t)} می‌تواند تنها سه حالت داشته باشد: ۰، {\displaystyle +I_{p}} ، و {\displaystyle -I_{p}} . یک لبه انتهایی سیگنال مرجع، پی‌اف‌دی را مجبور می‌کند به حالت بالاتر سوئیچ کند، مگر اینکه قبلاً در حالت {\displaystyle +I_{p}} باشد. . لبه انتهایی سیگنال وی‌سی‌او، پی‌اف‌دی را مجبور می‌کند به حالت پایین‌تر سوئیچ کند، مگر اینکه قبلاً در حالت {\displaystyle -I_{p}} باشد. اگر هر دو لبه انتهایی همزمان اتفاق بیفتند، پی‌اف‌دی به صفر می‌رود.

## مدل‌های ریاضی سی‌پی-پی‌ال‌ال
اولین مدل ریاضی خطی مرتبه‌دوم سی‌پی-پی‌ال‌ال توسط اف گاردنر در سال ۱۹۸۰ پیشنهاد شد. یک مدل غیرخطی بدون اضافه‌بار وی‌سی‌او توسط ام ون پامل در سال 1994 پیشنهاد شد و سپس توسط اِن کوزنتسوف و همکارانش در سال ۲۰۱۹ اصلاح شد. مدل ریاضی فرم بسته سی‌پی-پی‌ال‌ال با در نظر گرفتن اضافه‌بار وی‌سی‌او مشتق‌شده است.
این مدل‌های ریاضی سی‌پی-پی‌ال‌ال به شما امکان می‌دهند تا تخمین‌های تحلیلی از محدوده نگه‌داشتن (به انگلیسی: hold-in) (حداکثر دامنه از دوره‌تناوب سیگنال ورودی به‌گونه‌ای که حالت قفل‌شده وجود داشته باشد که در آن وی‌سی‌او بیش از حد بارگذاری نمی‌شود) و محدوده درون‌کِش (به انگلیسی: pull-in) (یک حداکثر دامنه از دوره‌تناوب سیگنال ورودی در محدوده نگه‌داشتن به گونه‌ای که برای هر حالت اولیه سی‌پی-پی‌ال‌ال حالت قفل‌شده را به دست می‌آورد).

### مدل خطی زمان پیوسته سی‌پی-پی‌ال‌ال مرتبه دوم و حدس گاردنر
تحلیل گاردنر بر اساس تقریب زیر است: بازه زمانی که در آن پی‌اف‌دی در هر دوره‌تناوب سیگنال مرجع حالت غیر صفر دارد.
{\displaystyle t_{p}=|\theta _{e}|/\omega _{\rm {ref}},\ \theta _{e}=\theta _{\rm {ref}}-\theta _{\rm {vco}}.}
سپس متوسط خروجی از پی‌اف‌دی پمپ‌بار می‌شود:
{\displaystyle i_{d}=I_{p}\theta _{e}/2\pi }
با تابع انتقال مربوطه
{\displaystyle I_{d}(s)=I_{p}\theta _{e}(s)/2\pi }
با استفاده از تابع انتقال فیلتر {\displaystyle F(s)=R+{\frac {1}{Cs}}} و تابع انتقال وی‌سی‌او {\displaystyle \theta _{\rm {vco}}(s)=K_{\rm {vco}}I_{d}(s)F(s)/s} یک مدل متوسط تقریبی خطی گاردنر از سی‌پی-پی‌ال‌ال مرتبه دوم را دریافت می‌کند
{\displaystyle {\frac {\theta _{e}(s)}{\theta _{\rm {ref}}(s)}}={\frac {2\pi s}{2\pi s+K_{\rm {vco}}I_{p}\left(R+{\frac {1}{Cs}}\right)}}.}
در سال ۱۹۸۰، اف گاردنر، بر اساس استدلال فوق، حدس زد که پاسخ گذرا پی‌ال‌ال‌های پمپ‌بار عملی می‌تواند تقریباً مشابه پاسخ پی‌ال‌ال کلاسیک معادل باشد : ۱۸۵۶ (حدس گاردنر در مورد سی‌پی-پی‌ال‌ال). به دنبال نتایج گاردنر، با قیاس با حدس اگان در محدوده درون‌کش ای‌پی‌ال‌ال نوع ۲، عَمرو فهیم در کتاب خود حدس‌زد : ۶ که برای داشتن یک محدوده درون‌کِش (گرفتن) نامتناهی، باید از یک فیلتر فعال برای فیلتر حلقه در سی‌پی-پی‌ال‌ال استفاده شود (حدس فهیم-ایگان در محدوده درون‌کِش نوع II سی‌پی-پی‌ال‌ال).

### مدل غیرخطی زمان پیوسته سی‌پی-پی‌ال‌ال مرتبه دوم
بدون از دست دادن کلیت، فرض می‌شود که لبه‌های انتهایی سیگنال‌های وی‌سی‌او و Ref زمانی رخ می‌دهند که فاز مربوطه به یک عدد صحیح برسد. اجازه دهید نمونه زمانی اولین لبه انتهایی سیگنال Ref به صورت {\displaystyle t=0} تعریف شود. حالت پی‌اف‌دی {\displaystyle i(0)} توسط حالت اولیه پی‌اف‌دی {\displaystyle i(0-)} تعیین می‌شود، تغییرات فاز اولیه وی‌سی‌او {\displaystyle \theta _{vco}(0)} و Ref {\displaystyle \theta _{ref}(0)} سیگنال‌ها هستند.
رابطه بین جریان ورودی {\displaystyle i(t)} و ولتاژ خروجی {\displaystyle v_{F}(t)} برای فیلتر تناسبی انتگرالی (PI کامل) بر اساس مقاومت و خازن به شرح زیر است
{\displaystyle {\begin{aligned}v_{F}(t)=v_{c}(0)+Ri(t)+{\frac {1}{C}}\int \limits _{0}^{t}i(\tau )d\tau \end{aligned}}}
که اینجا {\displaystyle R>0} یک مقاومت است، {\displaystyle C>0} یک ظرفیت‌خازنی است و {\displaystyle v_{c}(t)} بار خازن است سیگنال کنترل {\displaystyle v_{F}(t)} فرکانس وی‌سی‌او را تنظیم می‌کند:ا
{\displaystyle {\begin{aligned}{\dot {\theta }}_{vco}(t)=\omega _{vco}(t)=\omega _{vco}^{\text{free}}+K_{vco}v_{F}(t),\end{aligned}}}
که اینجا {\displaystyle \omega _{vco}^{\text{free}}} فرکانس وی‌سی‌او آزادگرد (به انگلیسی: free-running) (سکوت) است (یعنی برای {\displaystyle v_{F}(t)\equiv 0}) {\displaystyle K_{vco}} بهره وی‌سی‌او (حساسیت) است و {\displaystyle \theta _{vco}(t)} فاز وی‌سی‌او است. درنهایت مدل ریاضی غیرخطی زمان پیوسته سی‌پی-پی‌ال‌ال به شرح زیر است
{\displaystyle {\begin{aligned}{\dot {v}}_{c}(t)={\tfrac {1}{C}}i(t),\quad {\dot {\theta }}_{vco}(t)=\omega _{vco}^{\text{free}}+K_{vco}(Ri(t)+v_{c}(t))\end{aligned}}}
با غیرخطینگی (به انگلیسی: nonlinearity) ثابت تکه‌ای (به انگلیسی: piece-wise) ناپیوسته زیر
{\displaystyle i(t)=i{\big (}i(t-),\theta _{ref}(t),\theta _{vco}(t){\big )}}
و شرایط اولیه {\displaystyle {\big (}v_{c}(0),\theta _{vco}(0){\big )}} . این مدل یک سامانه سوئیچینگ غیرخطی، ناخودگردان، ناپیوسته است.

### مدل غیرخطی زمان گسسته سی‌پی-پی‌ال‌ال مرتبه دوم

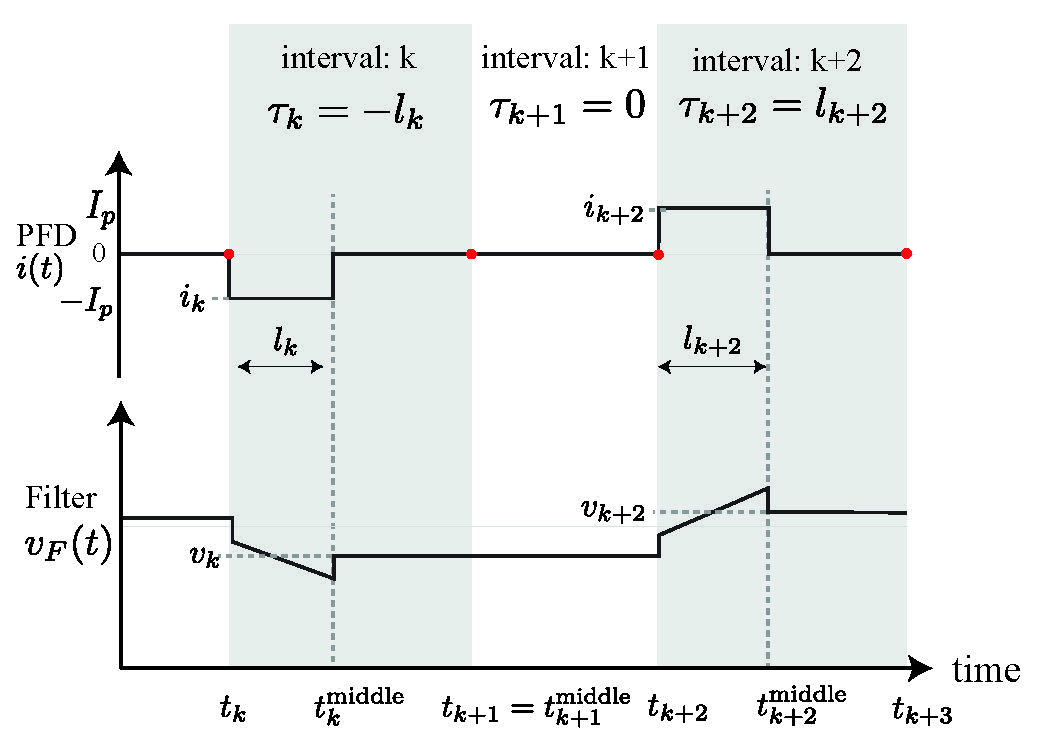
فواصل زمانی دینامیک پی‌اف‌دی

فرکانس سیگنال مرجع، ثابت فرض می‌شود:
{\displaystyle \theta _{ref}(t)=\omega _{ref}t={\frac {t}{T_{ref}}},}
که اینجا {\displaystyle T_{ref}}, {\displaystyle \omega _{ref}} و {\displaystyle \theta _{ref}(t)}
یک دوره‌تناوب، فرکانس و فاز از سیگنال مرجع هستند.
هرگاه {\displaystyle t_{0}=0}.
با {\displaystyle t_{0}^{\rm {middle}}} اولین لحظه از زمان به طوری که خروجی پی‌اف‌دی
(اگر {\displaystyle i(0)=0}، پس {\displaystyle t_{0}^{\rm {middle}}=0})
و توسط {\displaystyle t_{1}} اولین لبه انتهایی وی‌سی‌او یا Ref صفر می‌شود.
علاوه بر این، توالی‌های افزایش دهنده مربوطه {\displaystyle \{t_{k}\}} و {\displaystyle \{t_{k}^{\rm {middle}}\}} برای {\displaystyle k=0,1,2...} تعریف شده‌اند.
هرگاه {\displaystyle t_{k}<t_{k}^{\rm {middle}}}.
سپس برای {\displaystyle t\in [t_{k},t_{k}^{\rm {middle}})} این {\displaystyle {\text{sign}}(i(t))} ثابت ناصفر  ({\displaystyle \pm 1}) است.
با {\displaystyle \tau _{k}} عرض پالس پی‌اف‌دی (طول فاصله زمانی،
که در آن خروجی پی‌اف‌دی یک ثابت ناصفر است) ، ضرب شده با سیگ از خروجی پی‌اف‌دی:
یعنی {\displaystyle \tau _{k}=(t_{k}^{\rm {middle}}-t_{k}){\text{sign}}(i(t))} برای {\displaystyle t\in [t_{k},t_{k}^{\rm {middle}})} و
{\displaystyle \tau _{k}=0} برای {\displaystyle t_{k}=t_{k}^{\rm {middle}}}.
اگر لبه انتهایی وی‌سی‌او قبل از لبه انتهایی Ref  ضربه بزند،
سپس {\displaystyle \tau _{k}<0} و در وضعیت مخالف ما {\displaystyle \tau _{k}>0} یعنی {\displaystyle \tau _{k}} نشان می‌دهد که چگونه یک سیگنال عقب‌تر از دیگری است. خروجی صفر پی‌اف‌دی {\displaystyle i(t)\equiv 0} در فاصله {\displaystyle (t_{k}^{\rm {middle}},t_{k+1})}:
{\displaystyle v_{F}(t)\equiv v_{k}} برای {\displaystyle t\in [t_{k}^{\rm {middle}},t_{k+1})}.
تبدیل متغیرها {\displaystyle (\tau _{k},v_{k})} به
{\displaystyle p_{k}={\frac {\tau _{k}}{T_{\rm {ref}}}},u_{k}=T_{\rm {ref}}(\omega _{\rm {vco}}^{\text{free}}+K_{\rm {vco}}v_{k})-1,}
اجازه می‌دهد تا تعداد پارامترها را به دو کاهش دهد:
{\displaystyle \alpha =K_{\rm {vco}}I_{p}T_{\rm {ref}}R,\beta ={\frac {K_{\rm {vco}}I_{p}T_{\rm {ref}}^{2}}{2C}}.}
اینجا {\displaystyle p_{k}} یک جابجایی فاز نرمال شده است و {\displaystyle u_{k}+1} نسبت فرکانس وی‌سی‌او {\displaystyle \omega _{\rm {vco}}^{\text{free}}+K_{\rm {vco}}v_{k}}  به فرکانس مرجع {\displaystyle {\frac {1}{T_{\rm {ref}}}}} است.
درنهایت، مدل زمان‌گسسته از مرتبه دوم سی‌پی-پی‌ال‌ال بدون اضافه بار وی‌سی‌او
{\displaystyle {\begin{aligned}&u_{k+1}=u_{k}+2\beta p_{k+1},\\&p_{k+1}={\begin{cases}{\frac {-(u_{k}+\alpha +1)+{\sqrt {(u_{k}+\alpha +1)^{2}-4\beta c_{k}}}}{2\beta }},\quad {\text{ for }}p_{k}\geq 0,\quad c_{k}\leq 0,\\{\frac {1}{u_{k}+1}}-1+(p_{k}{\text{ mod }}1),\quad {\text{ for }}p_{k}\geq 0,\quad c_{k}>0,\\l_{k}-1,\quad {\text{ for }}p_{k}<0,\quad l_{k}\leq 1,\\{\frac {-(u_{k}+\alpha +1)+{\sqrt {(u_{k}+\alpha +1)^{2}-4\beta d_{k}}}}{2\beta }},\quad {\text{ for }}p_{k}<0,\quad l_{k}>1,\end{cases}}\end{aligned}}}
که اینجا
{\displaystyle {\begin{aligned}c_{k}=(1-(p_{k}{\text{ mod }}1))(u_{k}+1)-1,S_{l_{k}}=-(u_{k}-\alpha +1)p_{k}+\beta p_{k}^{2},l_{k}={\frac {1-(S_{l_{k}}{\text{ mod }}1)}{u_{k}+1}},d_{k}=(S_{l_{k}}{\text{ mod }}1)+u_{k}.\end{aligned}}}
این مدل زمان‌گسسته تنها یک حالت ثابت در {\displaystyle (u_{k}=0,p_{k}=0)} دارد و امکان تخمین محدوده‌های نگه‌داشت و درون‌کِش را فراهم می‌کند.
اگر وی‌سی‌او بیش از حد بارگذاری شود، به‌عنوان مثال {\displaystyle {\dot {\theta }}_{\rm {vco}}(t)} صفر است یا همان: {\displaystyle (p_{k}>0,u_{k}<2\beta p_{k}-1)} یا {\displaystyle (p_{k}<0,u_{k}<\alpha -1)} ، سپس موارد اضافی دینامیکی سی‌پی-پی‌ال‌ال باید در نظر گرفته شود. برای هر پارامتر، اضافه‌بار وی‌سی‌او ممکن است برای اختلاف فرکانس کافی بین سیگنال‌های وی‌سی‌او و مرجع رخ دهد. در عمل باید از اضافه‌بار وی‌سی‌او اجتناب شود.

### مدل‌های غیرخطی سی‌پی-پی‌ال‌ال مرتبه‌بالا
اشتقاق مدل‌های ریاضی غیرخطی مرتبه‌بالا سی‌پی-پی‌ال‌ال منجر به معادلات فاز ترافرازنده می‌شود که به صورت تحلیلی قابل حل نیستند و به روش‌های عددی مانند روش نقطه‌ثابت کلاسیک یا رویکرد نیوتن‌رافسون نیاز دارند.